# Monasterio de Banz

Monasterio de Banz

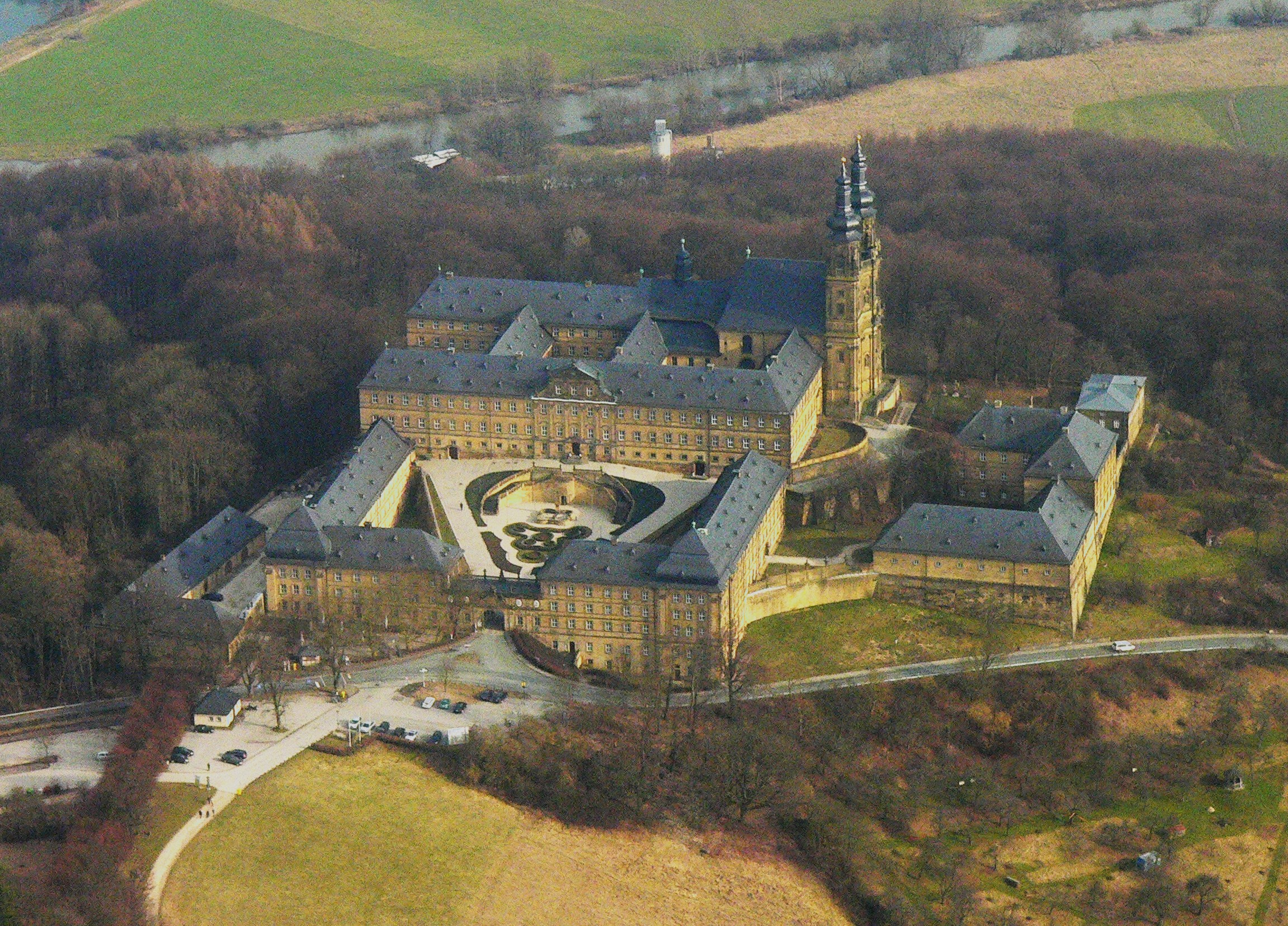
Vista oeste

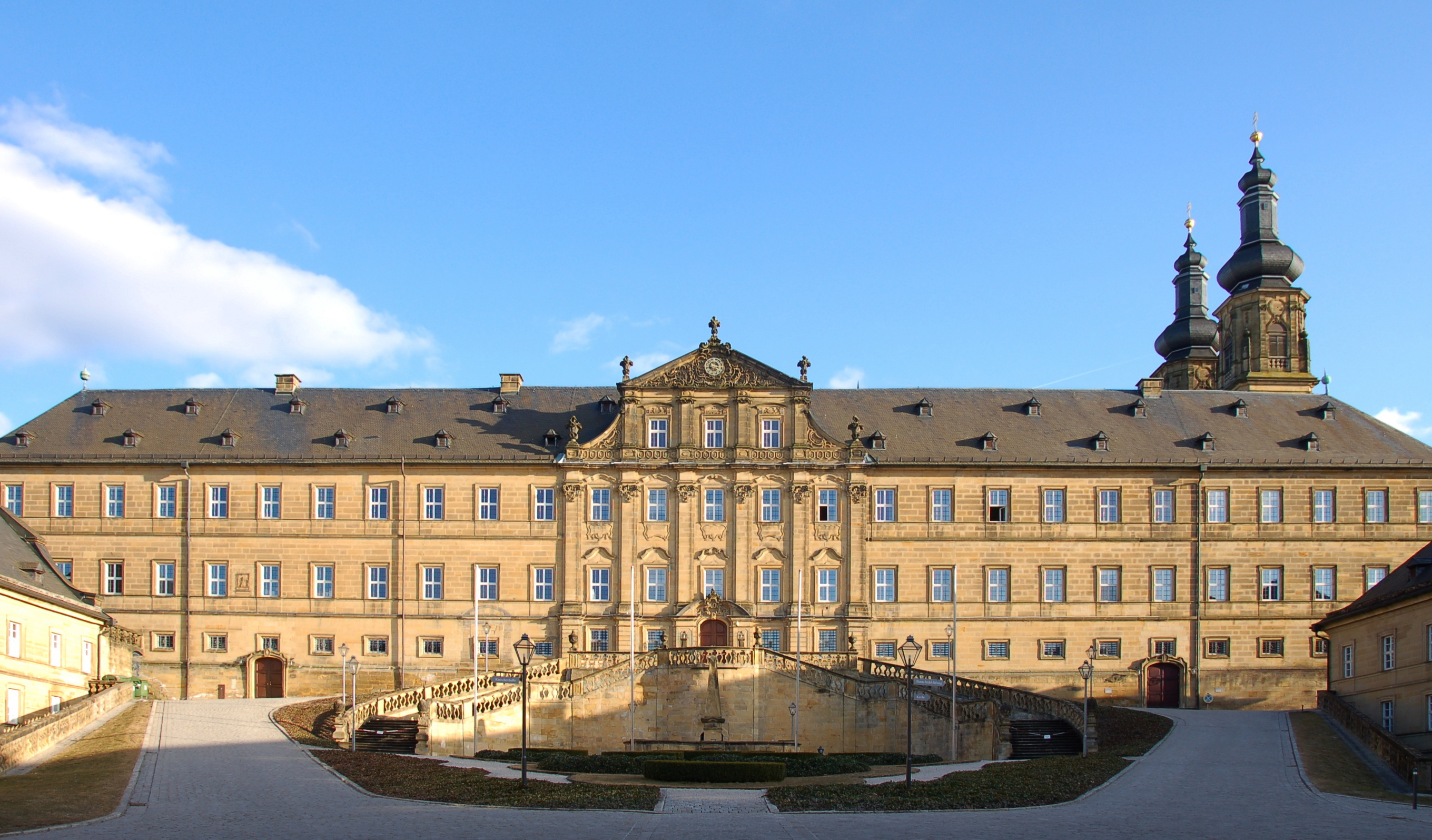
Edificio principal

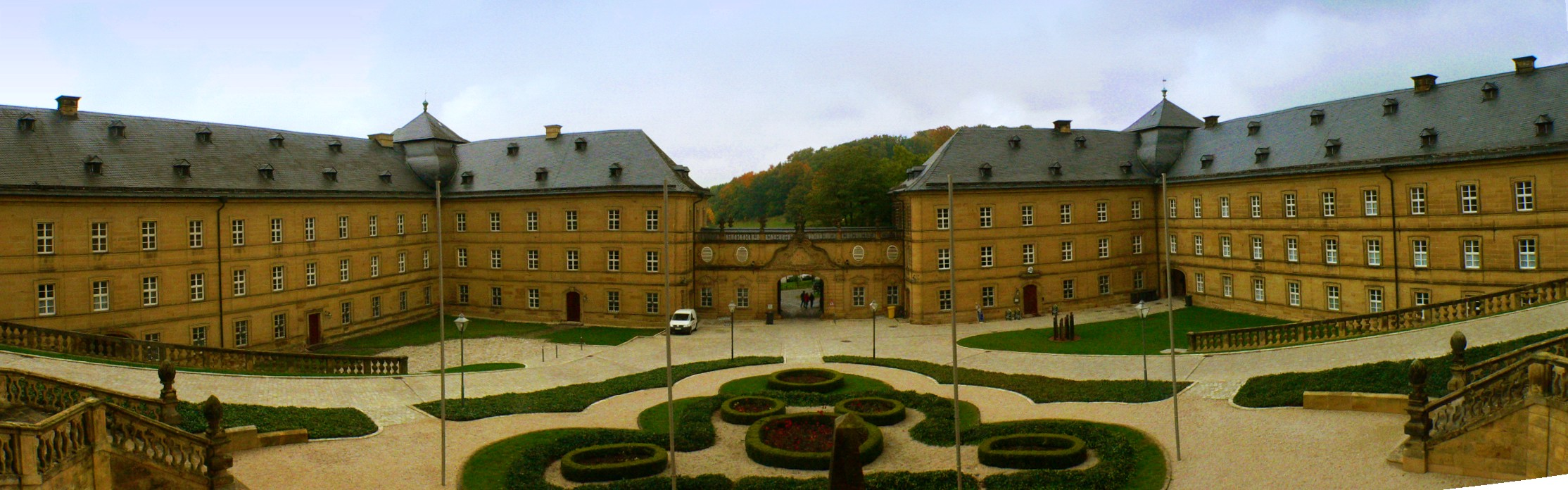
Panorama del patio interior con entrada

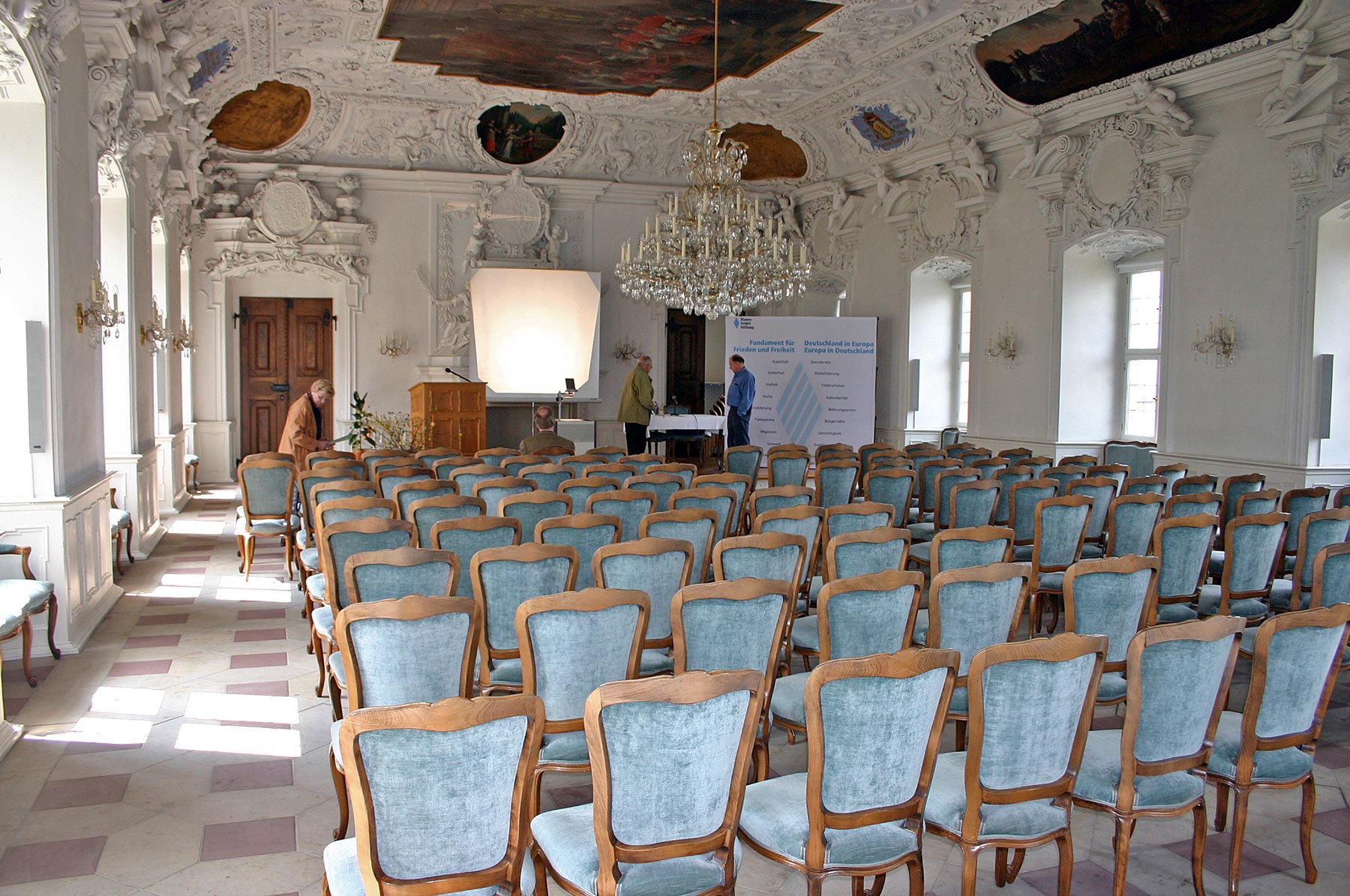
Salón Imperial (Kaisersaal)

El monasterio de Banz (en alemán: Kloster Banz) fue una antigua abadía benedictina de Alemania erigida sobre una colina en el exterior de la ciudad de Bad Staffelstein, al norte de Bamberg, en el valle superior del Main, en Baviera. El monasterio forma parte del conjunto denominado Gottesgartens [Jardín de Dios] en Obermainland (destacando también Staffelberg, Ansberg y la basílica de Vierzehnheiligen). Desde 1978, es propiedad de la Fundación Hanns Seidel, afiliada a la Unión Social Cristiana de Baviera (Christlich-Soziale Union, CSU), y sirve como centro de convenciones.

## Historia
La abadía benedictina, fundada alrededor de 1070 por la condesa Alberada von Schweinfurt y su marido, el conde Hermann von Habsberg-Kastl, en el lugar del antiguo castillo de Banz, fue hasta la secularización (iniciada el 18 de noviembre de 1802, cerrada el 24 de octubre de 1803) el monasterio más antiguo del Alto Main. En la Edad Media, el monasterio era propietario del vecino castillo de Stachilize, que le fue concedido en 1127 por el obispo Otto de Bamberg a petición del abad Baldwin. Entre 1565 y 1568 hubo disputas por el monasterio entre el duque de Sajonia y los obispos de Würzburg y de Bamberg, que fue ocupado por hombres armados. La disputa culminó en 1568 con el éxodo de todo el convento y del abad Georg von Henneberg, quienes se convirtieron al protestantismo. Sólo siete años más tarde Banz volvió a establecerse a petición del obispo de Würzburg, esta vez bajo el mando del abad Johann Burkhard, que ocupó el cargo hasta 1598. Con el nuevo asentamiento se abolió la regla de que sólo los nobles podían ser admitidos en el convento como monjes y se convirtió en lo contrario.
Después de la Guerra de los Treinta Años, el monasterio tuvo que ser reconstruido. Los abades Eucharius Weiner (1677-1701) y Kilian Düring (1701-1720) encargaron a Leonhard Dientzenhofer y, tras su muerte en 1707, a su hermano Johann el diseño. Las obras de construcción comenzaron en 1698. La iglesia fue consagrada en 1719. Mientras que la Basílica de Vierzehnheiligen al otro lado del Main (construida entre 1743 y 1772, esencialmente por Balthasar Neumann) es un edificio rococó del más alto nivel, la iglesia abacial de Banz de Dientzenhofer, es un excelente ejemplo del temprano barroco del sur de Alemania y Bohemia.
En la segunda mitad del siglo XVIII, la abadía de Banz gozaba de fama nacional como lugar de ilustración católica y gracias a sus eruditos monjes.
La secularización comenzó el 28 de noviembre de 1802. En 1803, el electorado de Baviera asumió la administración del monasterio. Algunos de los edificios fueron vendidos y demolidos, y la iglesia abacial se convirtió en iglesia parroquial. La secularización se consideró oficialmente completada el 24 de octubre de 1803. ElAmt Banz, propiedad del monasterio, se convirtió en el Tribunal Regional de Banz (Landgericht Banz ).
En 1814, el duque Guillermo de Baviera adquirió el antiguo monasterio de Baviera, que posteriormente se denominó «castillo de Banz» (Schloss Banz) y sirvió como residencia de verano. El duque Guillermo recibió en él, entre otros, al rey de Baviera y a la emperatriz de Rusia. Las salas de estar recibieron muebles nuevos. La cripta del monasterio debajo de la iglesia abacial sirvió como lugar de enterramiento de la familia ducal hasta 1883.
Después del final de la Primera Guerra Mundial, la familia Wittelsbach arrendó la propiedad a los trapenses, que habían sido expulsados de la abadía de Oelenberg en Alsacia y se mudaron a Engelszell en 1925.
En 1933, la Comunidad de los Santos Ángeles (Gemeinschaft von den heiligen Engeln), que se dedicaba a la pastoral de los católicos alemanes en el extranjero, adquirió el antiguo monasterio de Luis Guillermo duque de Baviera por un simbólico Reichsmark, mientras que el terreno permanecía como propiedad de la familia Wittelsbach. A partir de 1941, los bienes artísticos y culturales se almacenaron en los sótanos abovedados. Entre 1942 y 1945, la Wehrmacht utilizó partes del castillo como hospital de reserva. Desde el verano de 1944, Banz sirvió como residencia de Kurt von Behr, quien trabajaba en el estado mayor operativo del Einsatzstab Reichsleiter Rosenberg. Hizo depositar numerosos tesoros artísticos en el sótano más bajo del ala sur del castillo. Después del final de la Segunda Guerra Mundial, gran parte del monasterio se convirtió en una residencia de ancianos de Cáritas para refugiados y desplazados. Las hermanas de la escuela de Nuestra Señora (Bohemia) fueron las responsables de esta casa de retiro. En 1950 Banz tenía 324 residentes. Caritas cerró la residencia de ancianos en 1964.
En 1978, la Comunidad de los Santos Ángeles donó el antiguo monasterio a la Fundación Hanns Seidel (Hanns-Seidel-Stiftung), afiliada a la Unión Social Cristiana de Baviera (Christlich-Soziale Union, CSU),. Desde entonces ha servido como lugar de conferencias de la fundación. La parroquia local se hizo cargo de la iglesia abacial.
De 1987 a 2016, se celebró anualmente, en tardes de verano en los prados del monasterio, el festival de música Songs an einem Sommerabend, de dos días de duración. Desde 2017 se celebra en su lugar el festival Lieder auf Banz.
A través del matrimonio de Sofía de Baviera con el príncipe heredero Alois de Liechtenstein, las tierras pasaron a ser propiedad de la Casa de Liechtenstein.

## Iglesia de la abadía
La iglesia del monasterio de Banz estaba bajo el patrocinio de san Dionisio y de san Pedro. La famosa iglesia, cuya primera piedra se colocó en 1710, se puede reconocer desde lejos como una obra maestra gracias al inteligente uso de la ubicación paisajística y al diseño del edificio exterior con una imponente fachada de dos torres. Así como el monasterio benedictino de Melk domina el valle del Danubio, Banz domina en menor escala el valle del Alto Meno.
La importancia especial de la iglesia del monasterio, consagrada en 1719, reside en el diseño interior de Johann Dientzenhofer, quien abordó brillantemente las condiciones y limitaciones espaciales. Aunque la iglesia no es demasiado grande, destaca por su especial efecto espacial. El interior no es angular, sino que está diseñado con muchas elipses "equilibradas" y Dientzenhofer creó una impresión espacial a través de las superficies curvas de las paredes interrumpidas por las capillas laterales y, en particular, a través de la bóveda, que Richard Teufel describió de la siguiente manera :

El interior, que se abre oscuramente bajo la galería del órgano a quienes entran, conduce entre poderosos pilares, bajo una bóveda vivaz y móvil, hacia profundidades luminosas. Las cúpulas parecen alinearse, las paredes sobresalen hacia afuera, los balcones empujan hacia adentro en direcciones opuestas, los cinturones se elevan diagonalmente hacia la bóveda. Debajo de la «cúpula principal» se encuentra misteriosamente el centro de la habitación, alrededor del cual se disponen todas las partes a las que se refieren; cuatro hornacinas de la capilla reciben el flujo, dándole sentido y dirección al altar mayor, a través de cuyas columnas triunfales continúa oscilando hacia el coro de los monjes.
Der Innenraum, der sich dem Eingetretenen dunkel unter der Orgelempore auftut, führt zwischen mächtigen Pfeilern, unter lebhaft bewegtem Gewölbe, in lichte Tiefe. Kuppeln scheinen sich zu reihen, Wände bauschen sich nach außen, Balkone dringen gegenläufig nach innen, Gurte steigen schräg ins Gewölbe hinein. Unter der ‚Hauptkuppel‘ ist geheimnisvoll der Mittelpunkt des Raumes, um den sich alle Teile ordnen, auf den sie bezogen sind; vier Kapellennischen empfangen den Strom, geben ihm Sinn und Weisung zum Hochaltar, durch dessen Triumphsäulen hindurch er weiterschwingt in den Mönchschor hinein.

El altar mayor, el púlpito y las estatuas de santos de la iglesia y de la fachada son obras de Balthasar Esterbauer creadas en 1721; los frescos del techo son de Melchior Steidl. El altar mayor, que, sin retablo, deja ver la vista del altar del coro, seguramente se basa en la idea de Dientzenhofer. La sillería del coro con ricas incrustaciones fue realizada por el carpintero de la corte de Schönborn y fabricante de ébano Johann Georg Neßtfell.
Los tres órganos que existían originalmente —el órgano principal en la galería oeste, el órgano del coro en el lado izquierdo del coro de monjes y el órgano del coro de invierno en el pequeño coro de invierno adyacente al coro de monjes en el piso superior al norte, que se está transformando en sala de museo para la parroquia—, son obras del organero de la corte de Würzburg, Johann Philipp Seuffert. Hoy en día, en la galería oeste se encuentra una obra trasladada de Seuffert de la catedral demolida del monasterio de Grafschaft, instalada y complementada aproximadamente en una cuarta parte por Gerald Woehl, de Marburgo. El órgano del coro de invierno, cuyo contenido histórico ha cambiado significativamente debido a las renovaciones del siglo XX, se encuentra en la iglesia filial de Santa Catalina en Oberküps, municipio de Ebensfeld. El órgano del coro (órgano del coro de verano) sirvió en la Laurentiuskirche de Ebersdorf  hasta 1945 y luego fue víctima de un incendio en la iglesia. El órgano actual sobre el coro de los monjes, que se utiliza en invierno en los servicios religiosos en la cripta, fue construido por Thomas Eichfelder, de Bamberg.

## Museo
Al oeste del edificio de la puerta se encuentra el edificio de consultores. El edificio comercial de tres pisos tiene de dos o tres plantas de sótano. El antiguo edificio de oficinas del administrador secular alberga un museo. La colección de fósiles contiene, entre otras cosas, la cabeza de un ictiosaurio. La Colección Oriental (Orientalische Sammlung) del duque Maximiliano José de Baviera procedía de un viaje a Oriente Próximo en 1838. Muestra, entre otras cosas, momias egipcias y la «Banzer Stein »[Piedra Banzer], un templo nubio de Dendur (ahora reconstruido en el Museo Metropolitano de Arte de Nueva York) bloques de piedra caliza en relieve nativo. También hay una exposición sobre la historia del monasterio.

## Benedictinos importantes del monasterio de Banz
- Augustin Andreas Geyer, coleccionista de fósiles
- Jakob Andreas Schramm de Bamberg, alias Pater Dominik Schramm, abogado canónico, escritor teológico
- Johann Baptist Schad de Mürsbach, alias Pater Roman Schad
- Johann Valentin Rathgeber de Oberelsbach, alias Pater Valentin Rathgeber, compositor y organista barroco[7]
- Johann Baptist Roppelt, trazó un mapa de todas las posesiones del monasterio y de las personas justas [1]
- Kolumban Rösser (1736-1780), profesor de filosofía, llegó al monasterio en 1760[1]
- Placidus Sprenger (1735-1806)[1]
- Othmar Frank (1770-1840),  indianólogo y profesor universitario

### Lista de abades
- Egbert (1058-†1058), también abad del monasterio de Fulda[8]
- Konrad I. (1071)
- Balduin (1114-1139)
- Berthold (-†1149)
- Willcher (1149–)
- Marquard
- Wittegowe (entre 1182-1217)
- Adelbero oder Albert I.
- Dittmar (1217-1225)
- Hermann (1227-†1239)
- Otto I. v. Ratzenburg (1240-†1252)
- Konrad II (1253-†1272)
- Albert II (1272-†1288)
- Heinreich I de Sternberg (1288-1295)
- Walther (1295-†1316)
- Konrad III de  Redwitz oder Sternberg (-†1337)[8]
- Lambert (1338-†1348)
- Karl de  Lichtenstein (1348-†1361)
- Eberhard I. (1361-†1375)
- Heinrich II de  Sternberg (1375-†1378)
- Ulrich de  Plinzard (1379-1385)
- Konrad IV. v. Redwitz (1385-†1393)
- Johann I de  Kunstadt (1393-†1397)
- Heinrich III (1397-†1398)
- Johann II (1398-†1403)
- Eberhard II. v. Schaumberg (1403-†1404)
- Johann III. v. Wallenfels (1404-†1410)
- Eberhard III. v. Schaumberg (1411-†1434)
- Eberhard IV de  Lichtenstein (1434-1473)
- Tristram de  Zuffras (1473-†1483)
- Heinrich IV. Groß v. Trockau [el Grande] (1483-†1505)
- Johann IV (Schütz von Hagenbach), (1505-†1529)
- Alexander v. Rottenhan (1529-†1554)
- Georg I. Truchseß v. Henneberg (1554-1568) †1598 en Wildenheid, cerca de Neustadt, después de cambiar su fe y casarse
- Heinrich V de  Jhestetten, llamado Schweizer [suizo](1574-†1575)
- Johannes V. Burckhardt (1575-†1598)
- Thomas Bach (1598-†1624)
- Kaspar Förkel (1624-†1635)
- Georg II  Heusler (1636-†1637)
- Jobst Weith (1638-†1647)
- Michael Stürzel (1648-†1664)[9]
- Otto de la Bourde (1664-1677)[8]
- Eucharius Weiner (1677-†1701)
- Kilian Döring (1701-†1720)
- Benedict Lurz (1720-†1731)
- Georg Stumm (1731-†1768)[8]
- Valerius Molitor (1768-†1792)[1][10]
- Otto III. Roppelt (1792-†1800)
- Gallus Dennerlein (1801-1803), último abad[11][12]

Fuente: J.H. Jäck (1823)